# Sardża Gharbijja
Sardża Gharbijja (arab. سرجة غربية) – miejscowość w Syrii, w muhafazie Idlib. W 2004 roku liczyła 1007 mieszkańców.